# El Aguacate (Jalisco)
El Aguacate es una localidad del estado mexicano de Jalisco. Es parte del municipio de Cihuatlán.

## Demografía
| Gráfica de evolución demográfica |
|                                  |

| Censo | Población |
| ----- | --------- |
| 1910  | 6         |
| 1921  | 12        |
| 1930  | 0         |
| 1940  | 141       |
| 1950  | 217       |
| 1960  | 345       |
| 1970  | 463       |
| 1980  | 635       |
| 1990  | 756       |
| 2000  | 896       |
| 2010  | 981       |
| 2020  | 1 056     |